# Realidade estendida

Tipos de realidade estendida

A realidade estendida (sigla XR, do inglês Extended Reality) é uma tecnologia que une as realidades: virtual (VR), aumentada (AR) e, mista (MR). 
Este termo nasce da ideia do contínuação da virtualidade de Milgram e Kishino,que busca o desenvolvimento de aplicativos e experiências em diferentes níveis de interação através da combinação de canais de informação: sons, reconstruções tridimensionais, informação aumentada, interação com o meio digital...
O aparecimento da realidade estendida permite-nos observar as relações com a tecnologia para além da realidade aumentada e virtual e, ver seus potenciais usos com uma perspectiva mais aberta, dando lugar a múltiplas possibilidades na maneira na que nos relacionamos com a tecnologia.
A realidade virtual e a realidade aumentada estão crescendo rapidamente, sendo aplicados em várias áreas como: entretenimento, cinema, marketing, imobiliário, treinamento, educação, manutenção.

Existem sistemas que permitem ao usuário usar transições entre as diferentes tecnologias de realidade estendida. Por exemplo, um capacete de realidade virtual no ambiente de realidade virtual pode utilizar uma transição para interagir com o ambiente virtual através de realidade aumentada. Este tipo de tecnologia é chamada cross-reality.

## Conceitos

### Realidade virtual

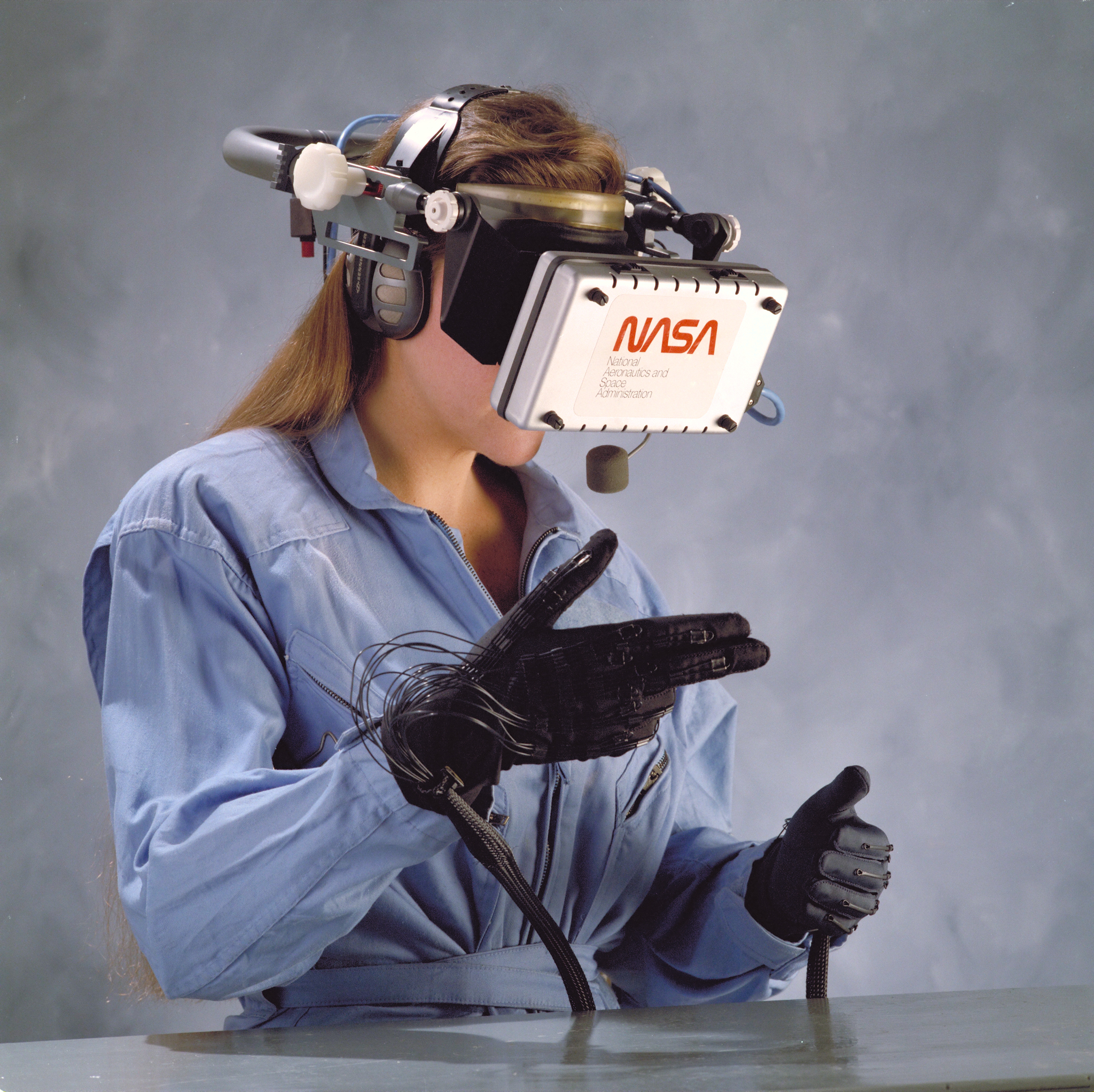
Realidade virtual

A realidade virtual (VR) é um termo comum para descrever conteúdo que pode se reproduzir mediante dispositivos digitais, como dispositivos móveis e óculos de realidade virtual. Seu objetivo é uma imersão total: a sensação de estar em outro lugar sem estar fisicamente no lugar.

### Realidade aumentada

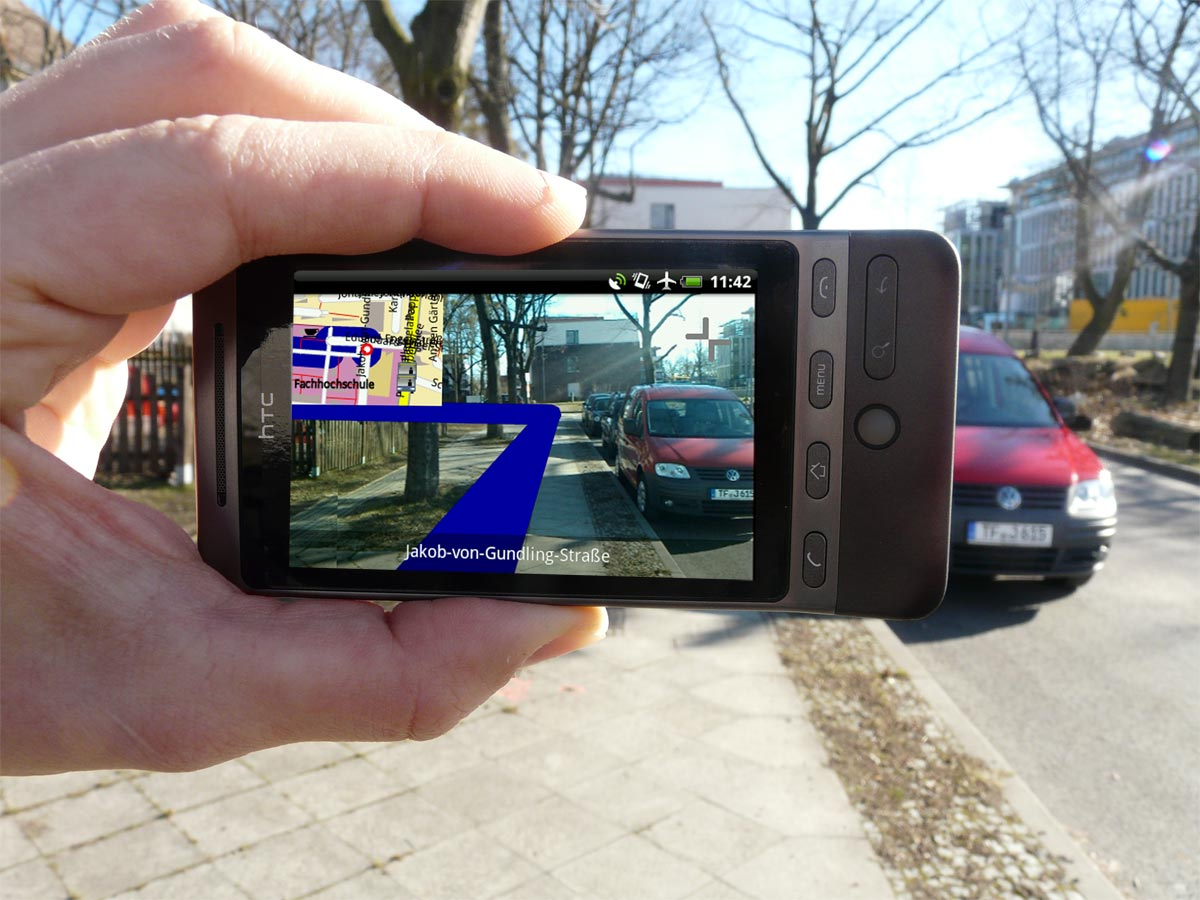
Realidade aumentada

A realidade aumentada (AR) é uma tecnologia que permite usar conteúdo virtual no mundo físico, isto é, meios de aprendizagem combinados que mistura elementos virtuais e reais, proporcionando informação ao usuário. Apresenta as seguintes propriedades:
- Combina objetos virtuais e reais no ambiente real; integrar objetos virtuais no mundo real sem isolar na realidade virtual
- Executa interativamente em tempo real.
- É aplicada a todos os sentidos do usuário.

São muitos os exemplos de realidade aumentada, como Google Maps, Google Lens, manuais de determinadas marcas ou jogos eletrônicos de personagens "vivos", como Pokémon GO.

### A realidade mista

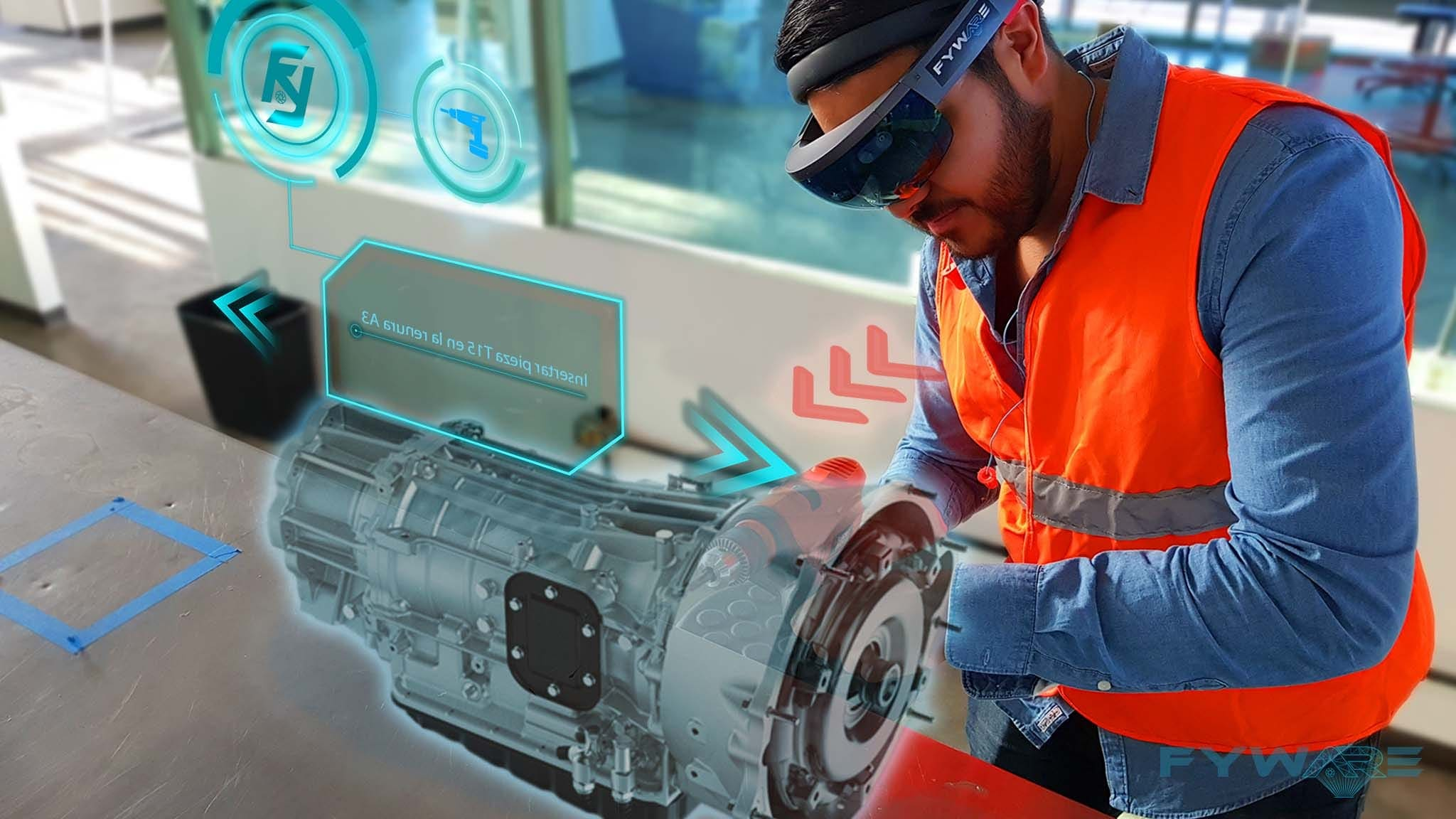
Realidade mista

A realidade mista (MR), assim como a realidade aumentada, apresenta elementos virtuais sobre elementos gerais. No caso da MR, esses elementos interagem com elementos reais.

## Origem e evolução
Em 1838, o cientista Charles Wheatstone descreveu o conceito de visão binocular, onde o cérebro é capaz de combinar duas imagens para criar uma imagem em 3D. Que levou ao desenvolvimento dos primeiros estereoscopios; dispositivo que combina um par de imagens e as converte em imagem tridimensional. Atualmente usa-se em realidade virtual para criar profundidade.
A origem da realidade estendida remonta-se no final da década de 1950 do século XX. Morton Heilig foi o criador da máquina chamada Sensorama, que em seu patente de 1962 definia como uma forma de estimulação sensorial para conseguir uma experiência mais realista. Neste sentido, o aparecimento da realidade aumentada nasce na década de 1990. Anos mais tarde, em 1999, Hirokazu Kato criou ARToolKit, uma completa biblioteca de ferramentas de código aberto para criar aplicativos de realidade aumentada.

## Usos
A cada vez surgem mais dispositivos baseados na interação natural e intuitiva. Alguns usos e ferramentas relacionadas com a realidade estendida são:

### Nos jogos eletrônicos
Existem video-jogos que fazem uso da realidade aumentada como Invizimals (2009), nos que o jogador deve usar a câmera do dispositivo para encontrar as criaturas como se elas existissem no mundo real. Outros jogos como Ingress (2012), Pokémon Go (2016), ou Monster Hunter Now (2023), usam a realidade aumentada mostrando um mapa com a geo-localização do jogador.

### Nos aplicativos infantis
Quiver, um aplicativo baseado no livro infantil que permite aos meninos colorir uma plantilla e, paar em seguida escanear com um dispositivo para observar como seu desenho ganha vida. Um aplicativo similar é o Chromeville. A realidade estendida, oferecem múltiplas vantagens e é que, através deste tipo de aplicativos, se facilita uma aprendizagem construtivista e se fomenta a colaboração para além do espaço físico.

### Nas redes sociais
Algumas redes sociais como instagram, facebook, snapchat permitem o uso de filtros de realidade aumentada, para colocar no rosto do usuário digitalmente diversos elementos como maquiagem, adesivos e, textos.
Lojas online de decoração e móveis: O mundo da realidade mista também influenciou a área de design e decoração, permitindo tirar fotos ou gravar vídeos de um determinado cômodo com a câmera de um smartphone e, em seguida inserir nele um móvel virtual, como por exemplo um sofá 3D. A vantagem é que o cliente pode ver, sem ter que imaginar como ficará o sofá em sua sala, facilitando a decisão de compra e o trabalho dos vendedores. Podemos destacar a aplicação da multinacional sueca IKEA, que em 2017 lançou o Ikea Place, uma aplicação de realidade mista (Google Play) que ajuda a decorar a casa integrando móveis tridimensionais diretamente do catálogo (com consciência do espaço e da distância adicionando na escala adequada).

### Na robótica e inteligência artificial
No campo da robótica e inteligência artificial é sobre a capacidade das máquinas aprender os dados e usar na tomada de decisões semelhante ao humano; as máquinas não precisam descansar e podem trabalhar rapidamente com grandes quantidades de informação. A cada vez mais, o uso da inteligência artificial e os robôs têm mais impacto em áreas como a saúde, o bem-estar, a educação, o trabalho e as relações interpersoais.

### Na exploração do espaço

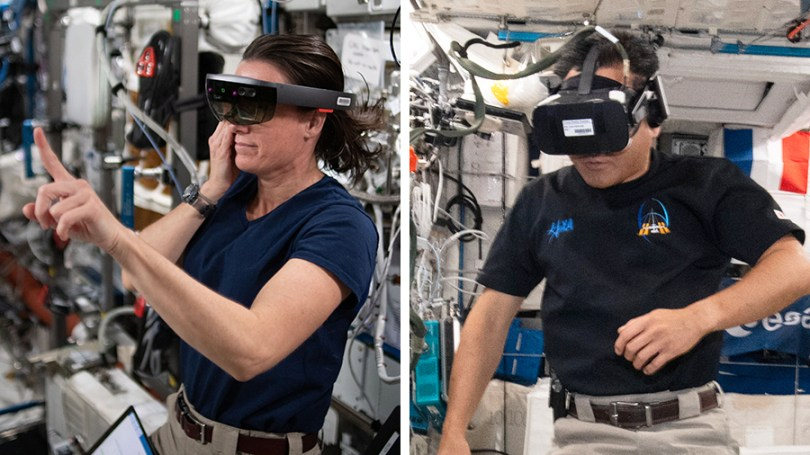
RA e RV em uso na EEI

O uso de sistemas de realidade estendida tem um longo uso na exploração espacial. O primeiro uso deste foi pela NASA no simulador LOLA (Lunar Orbiter Laser Altimeter), com o qual os astronautas das missões Apollo 11 e 12 foram treinados. A NASA construiu vários simuladores de voo em movimento para permitir que os astronautas ensaiassem para o pouso dos ônibus espaciais. Graças aos notebooks, os astronautas tem versões portáteis dos simuladores de vôo para praticar o pouso enquanto estão na órbita baixa da Terra. A partir da década de 1990, um simulador de RE passou a ser utilizado para treinar auxílio de resgate durante as atividade extraveicular (EVA). Atualmente, em diversas ocasiões, é aplicada na Estação Espacial Internacional (EEI):
- Fotografia VR 360: por cortesia da Estação Espacial Internacional, você pode observar a Terra em tempo real; aproximar o público ao dia a dia na estação faz parte das relações públicas da NASA com o objetivo de divulgar informações e obter apoio aos projetos.[21]
- Pesquisa científica sobre a EEI.
- Integração de realidade aumentada e inteligência artificial para fornecer melhor consciência situacional dos astronautas usando o óculos de realidade aumentada Microsoft HoloLens; parte do projeto Sidekick da NASA e da Microsoft e está em uso na estação desde dezembro de 2015.[21]
- Telepresença em robonautas dentro do projeto Pilote.[22]
- Alívio dos efeitos das viagens espaciais no corpo humano.
- Efeito de Perspectiva: A minissérie de realidade virtual Space Explorers: The ISS Experience (2020), filmada por astronautas da estação com a ajuda de câmeras de realidade virtual personalizadas projetadas para operar em gravidade zero, oferece aos espectadores uma perspectiva única do planeta e e da vida na EEI.[23]

### Na educação
A realidade estendida permite experiências interativas que podem aumentar a motivação e o interesse académico dos alunos. A gamificação e a criação de exposições virtuais são exemplos de uso na educação. Esta tecnologia pode chegar a facilitar o entendimento de conceitos abstratos e fomentar habilidades críticas, com imaginação e colaboração.
Existem desafios com respeito à, como a falta de formação docente, ou a exclussão digital entre os estudantes. A integração no sistema educativo deve ser cuidadosa e alinhada aos princípios pedagógicos.

## Dispositivo
A empresa Google em parceria com Samsung Electronics anunciaram o projeto Moohan (informalmente Galaxy XR) e o sistema Android XR para dispositivos de realidade estendida (XR) com integração de aplicativos e IA, que estrearam em 2025.